# Rena (raperka)
Rena, właściwie Renata Mulinow (ur. 13 października 1988 w Szczecinie) – polska raperka.
W 2011 roku wydała swój pierwszy mixtape zatytułowany Mój monopol. W 2013 roku ukazał się jej pierwszy oficjalny album zatytułowany Uliczna psychologia. Od 2021 roku współtworzy hip-hopowy skład WRR, razem z raperkami Ryfą Ri i WdoWą.

## Dyskografia
Albumy solowe
| Tytuł                 | Dane dot. albumu                               |
| --------------------- | ---------------------------------------------- |
| Mój monopol (mixtape) | - Data: 14 stycznia 2011 - Wydawca: StoPro Rap |
| Uliczna psychologia   | - Data: 14 grudnia 2013 - Wydawca: StoPro Rap  |
| Złoty Środek          | - Data: 14 kwietnia 2017 - Wydawca: StoPro Rap |

Single
| Tytuł                      | Rok  | Pozycja na liście |
| Tytuł                      | Rok  | SLiP              |
| -------------------------- | ---- | ----------------- |
| "Kryzys" (gościnnie: Kaen) | 2016 | 47                |

Inne
| Album                                                 | Rok  | Utwór | Źródło |
| ----------------------------------------------------- | ---- | --- | ------ |
| Sobota - Urodzony by przegrać, żyje by wygrać         | 2009 | "Dzielnia" (gościnnie: Rena) | [ 7 ]  |
| Sage - Hardcore Dealin' Department 2010               | 2010 | "Teraz Polska" (gościnnie: Rena, Tony Jazzu) "Znam Cię" (gościnnie: Rena) | [ 8 ]  |
| Grube jointy 2: karani za nic (kompilacja)            | 2010 | Rena, Sobota, Wini - "Suszyć kruszyć" | [ 9 ]  |
| Buczer - Podejrzany o rap vol. 2                      | 2010 | "Jestem sobą" (gościnnie: Sobota, Rena) | [ 10 ] |
| Smagalaz - Czillen Am Grillen                         | 2010 | "Moi ludzie RMX" (gościnnie: Kodi, Kiełbasa, Miuosh, Kamelito, Mike Fiction Jolez Bo, Rena i inni) "Jedno pytanie" (gościnnie: Rena, Sage, Sobota)                                         | [ 11 ] |
| DJ Tomekk & Toony - Ehrenkodex                        | 2010 | "Bang, Bang" (gościnnie: Rena, Sobota, Madinnes Le Polak) | [ 12 ] |
| Tony Jazzu - Dla każdego                              | 2010 | "Wiem co mam mówić" (gościnnie: Rena) | [ 13 ] |
| Wini - Bóg jest miłością                              | 2012 | "Nienawidzę raperów" (gościnnie: Maciek Kiersznicki, Rena, Smagalaz, Żurom, DJ Feel-X, VNM, Warszafski Deszcz, Sage, Starszy, Rynio, Kaczor, Sobota, Psycho Stach, B.R.O, Rufijok, Matheo) | [ 14 ] |
| Bosskiskład - Braterska siła                          | 2012 | "Bania u Romana" (gościnnie: Sobota, Rena) | [ 15 ] |
| Popek - Monster                                       | 2013 | "Ja robię muzę, ty płaczesz" (gościnnie: Sobota, Wini, Rena) | [ 16 ] |
| Sobota - Dziesięć przykazań                           | 2013 | "XI. Kochaj bliźniego swego jak siebie samego" (gościnnie: Rena, Borixon, TomB, Matheo, Bonson, Kieru, A.D.H.D., Wini)                                                                     | [ 17 ] |
| Drużyna mistrzów 2: sport, muzyka, pasja (kompilacja) | 2013 | Sobota, Rena, Kieru, Matheo - "Ćpaj sport" | [ 18 ] |
| WhiteHouse - Kodex 5 Elements                         | 2014 | "Już tego nie robię" (gościnnie: Kajman, Rena, Sobota) | [ 19 ] |

## Teledyski
| Tytuł | Rok  | Reżyseria            | Album                                | Źródło |
| --- | ---- | -------------------- | ------------------------------------ | ------ |
| "Niezapomniani" | 2010 | Filip Fijałkowski    | Mój monopol                          | [ 20 ] |
| "Dlaczego robię hip hop" | 2011 | —                    | Uliczna psychologia                  | [ 21 ] |
| "Ulice" (gościnnie: Sobota, Verte) | 2013 | 9 Liter Filmy        | Uliczna psychologia                  | [ 22 ] |
| "Przejmij ster w swoje dłonie" (gościnnie: Gutek)                                                                                         | 2013 | 9 Liter Filmy        | Uliczna psychologia                  | [ 23 ] |
| "Kryzys" (gościnnie: Kaen) | 2016 | HDCVM                | Złoty środek                         | [ 24 ] |
| "Ja i moja muza" | 2016 | —                    | Złoty środek                         | —      |
| "Co mi Panie dasz" (gościnnie: Wu) | 2016 | BNT                  | —                                    | —      |
| "Złoty środek" | 2017 | —                    | Złoty środek                         | —      |
| "Idę dalej" (gościnnie: Zelo, Buczer) | 2017 | —                    | Złoty środek                         | —      |
| "Hej dziewczyno" | 2017 | —                    | Złoty środek                         | —      |
| Gościnnie |      |                      |                                      |        |
| Sobota - "Dzielnia" (gościnnie: Rena) | 2009 | GCM, ENTA Production | Urodzony by przegrać, żyje by wygrać | [ 25 ] |
| Sobota - "Szczecin dawaj na majka" (gościnnie: PMM, Wini, Rena, Specnaz, Sage, Oreu, Seba (Tony Jazzu), Łona, Rymek)                      | 2009 | GCM                  | Urodzony by przegrać, żyje by wygrać | [ 26 ] |
| Smagalaz - "Jedno pytanie" (gościnnie: Sobota, Sage, Rena)                                                                                | 2011 | —                    | Czillen Am Grillen                   | [ 27 ] |
| Popek - "Ja robię muze, ty płaczesz" (gościnnie: Sobota, Rena, Wini)                                                                      | 2013 | Hitvision            | Monster                              | [ 28 ] |
| Matheo - "Essa Kolynda" (gościnnie: Wini, Rena, Sobota, Bonson, Tomb)                                                                     | 2014 | A1 Videos            | —                                    | [ 29 ] |
| Sobota - "Kochaj bliźniego swego jak siebie samego" (gościnnie: Tomb, Bonson, Matheo, Kieru, Freon, Strach, Mustafa, Borixon, Rena, Wini) | 2014 | 9 Liter Filmy        | Dziesięć przykazań                   | [ 30 ] |
| Wu - "Nie lubia pić" (gościnnie: Rena) | 2016 | BNT                  | -                                    |        |